# Pseudococcus comstocki
Pseudococcus comstocki là một loài côn trùng trong họ Pseudococcidae. Loài này được Kuwana miêu tả khoa học đầu tiên.
Đây là loài gây hại phát triển phổ biến ở Uzbekistan.